# 青木英実
青木 英実（あおき ひでみ、1953年 - ）は、日本の教育学者。教育哲学、特にカール・ポパー、および幼児教育を中心に研究している。
九州大学教育学部卒業。同大学助手、民社党政策審議会書記を経て、1989年九州共立大学経済学部専任講師。1992年九州共立大学経済学部助教授。1997年中村学園大学教育学部助教授。1998年より中村学園大学教育学部教授。北朝鮮に拉致された日本人を救出する福岡の会顧問。特定失踪者問題調査会常務理事。維新政党・新風講師。

## 著書
- 『政治的社会化　市民形成と政治教育』R・ドーソンほか共著　加藤秀治郎ほか共訳　芦書房　1989
- 『教育の基礎問題』法政出版　1992
- 『「知ること」と「生きること」の教育哲学』芦書房　1995